# Communauté de communes du Pays de Clerval
La communauté de communes du Pays de Clerval (CCPC) est une ancienne  structure intercommunale française (COM-COM) appartenant à la région Bourgogne-Franche-Comté et au département du Doubs.

## Historique
La COM-COM est créée le 26 février 2009.

Elle fusionne le 1er janvier 2017 avec celles du Pays de Rougemont et des Isles du Doubs pour constituer la Communauté de communes des Deux Vallées Vertes.

## Composition
Elle est composée par les dix communes suivantes :
| Nom                      | Code Insee | Gentilé         | Superficie (km2) | Population (dernière pop. légale) | Densité (hab./km2) |
| ------------------------ | ---------- | --------------- | ---------------- | --------------------------------- | ------------------ |
| Clerval (siège)          | 25156      | Clervalois      | 11,83            | 1 017 (2014)                      | 86                 |
| Anteuil                  | 25018      | Anteuillois     | 24,29            | 658 (2014)                        | 27                 |
| Branne                   | 25087      | Brannais        | 6,45             | 171 (2014)                        | 27                 |
| Chaux-lès-Clerval        | 25140      | Calcinois       | 8,57             | 162 (2014)                        | 19                 |
| Fontaine-lès-Clerval     | 25246      |                 | 11,50            | 275 (2014)                        | 24                 |
| L'Hôpital-Saint-Lieffroy | 25306      | Lieffrois       | 3,43             | 104 (2014)                        | 30                 |
| Pompierre-sur-Doubs      | 25461      | Pompierrois     | 8,16             | 302 (2014)                        | 37                 |
| Roche-lès-Clerval        | 25496      | Rochois         | 5,34             | 123 (2014)                        | 23                 |
| Saint-Georges-Armont     | 25516      | Saint-Georgeois | 4,74             | 118 (2014)                        | 25                 |
| Santoche                 | 25531      | Santochois      | 2,15             | 87 (2014)                         | 40                 |